# Seapunk
Il seapunk è stato una sottocultura online di breve durata nata nel 2011.
Il seapunk viene spesso associato a una moda di abbigliamento a tema acquatico, alla net art in 3D e a riferimenti alla cultura popolare degli anni novanta. L'avvento del seapunk ha anche generato un microgenere di musica elettronica con elementi southern hip-hop, pop e R&B anni novanta. Sebbene avesse acquisito una popolarità limitata su Internet, alcune testimonianze affermano che abbia sviluppato una scena club a Chicago. Non va confuso con il surf punk.

## Storia

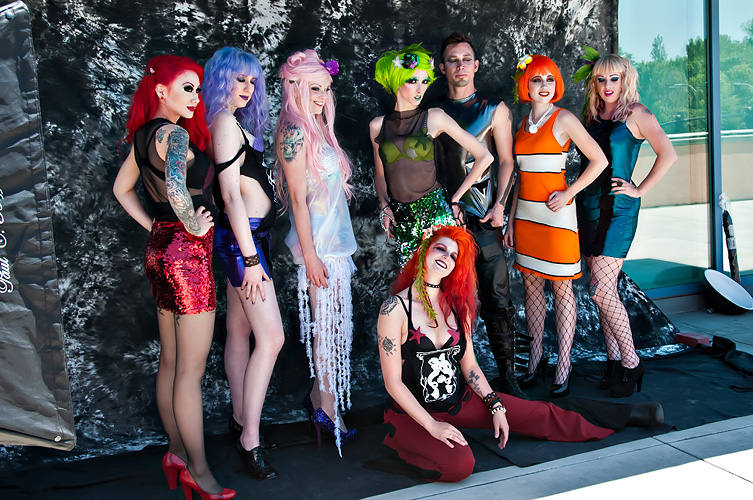
Ragazze in abiti seapunk

Il seapunk è nato come fenomeno di Internet su Tumblr agli inizi del 2011. Il termine "seapunk" è stato coniato da DJ Lil Internet nel 2011, quando ha umoristicamente affermato su Twitter: "Giacca di pelle seapunk con cirripedi dove si trovano le borchie". Nel dicembre 2011, il Cluster Mag ha descritto la nascita del seapunk nei media elettronici e ha citato il musicista Pictureplane, che ha descritto il seapunk come "un fenomeno nato dagli universi di Tumblr e Twitter, perlopiù basato su Internet, e nato come mezzo per descrivere un'estetica di vita che ha a che fare con tutto ciò che è oceanico e marino." Diverse pop star come Rihanna, Lady Gaga e Taylor Swift si sono appropriate in qualche occasione dell'estetica seapunk durante il suo breve periodo di notorietà. Lo stile è stato dimenticato agli inizi degli anni 2010.

## Estetica
L'estetica digitale seapunk si ispira a quella della net art in 3D degli anni '90 e si caratterizza per le immagini in movimento dai colori al neon e per le forme geometriche rotanti che fluttuano sopra oceani blu o verdi. Le immagini seapunk pubblicate su Tumblr sono spesso contrassegnate con l'hashtag #Seapunk.
I seapunk indossano vivaci abiti color verde, blu, turchese, ciano o acquamarina, con decorazioni nautiche che possono essere sirene o delfini, occhiali da sole Ray-Ban Wayfarer, gioielli decorati da conchiglie, piume, camicie in tartan associate alla sottocultura del surf, cappellini da baseball, cravatte, giacche di plastica trasparente e cappelli da marinaio. Fanno parte dell'estetica seapunk altri simboli come yin e yang, smile e riferimenti agli anni novanta. I seapunk si tingono spesso i capelli con colori come il turchese, il lilla e il blu marino.

## Stile musicale
Miles Raymer del Chicago Reader ha descritto la musica seapunk come "uno stile che incorpora frammenti house anni '90, gli ultimi 15 anni di pop e R&B e l'ultimo southern-trap rap, tutto sovrapposto a un'energia paonazza e narcotica che ricorda la new-age e mix hip hop tritati e spezzati in misura approssimativamente uguale." Secondo quanto ha riportato il New York Times, il seapunk costituirebbe un piccolo sottogenere musicale che fonde witch house, chiptune, drum and bass e Southern rap. Lo stesso quotidiano ha anche notato che alcune tracce seapunk remixano brani di artisti R&B come Beyoncé e Aaliyah. Agli inizi del 2012, la rivista Dazed descrisse lo stile in un articolo che presenta un'intervista a Lily Redwine/Ultrademon. Il Chicago Reader ha affermato che si sarebbe sviluppata una scena seapunk a Chicago. Fra gli artisti del seapunk si contano Azealia Banks, Grimes, Blank Banshee, Isaiah Toothtaker, Slava e Unicorn Kid. L'estetica seapunk ha inoltre dato origine ad altri sottogeneri come lo slimepunk e l'icepunk.